# 루이노역
루이노역(이탈리아어: Stazione di Luino)은 이탈리아 롬바르디아주 바레세도 루이노의 국경역이다. 이 역은 스위스 네트워크(카데나초 행)와 이탈리아 네트워크(밀라노와 올레조 행)를 나눈다.
루이노는 레테 페로비아리아 이탈리아나가 관리하는 이탈리아 네트워크와 스위스 연방 철도가 관리하는 스위스 네트워크 사이의 국경역이다.

## 운행편
2021년 12월 시간표 변경에 따라 루이노에서  다음 서비스가 정치한다.
- 레기오 : 갈라라테까지 정기 운행 및 밀라노 포르타 가리발디까지 러시아워 운행.
- S30 : 2시간마다 카데나초하고 러시아워에는 갈라라테까지 운행.